# هفتم کاسته
هفتم کاسته (انگلیسی: Diminished seventh) فاصله ای در موسیقی کلاسیک است که با کاستن نیم‌پرده کروماتیک از فاصله هفتم کوچک به وجود می‌آید. معکوس آن دوم افزوده و فاصله مترادف، «ششم بزرگ» است. هفتم کاسته در یک گام دیاتونیک، فاصله ای «نامطبوع» شناخته می‌شود. فاصله هفتم کاسته در اعتدال مساوی از نت پایه، ۹۰۰ سنت است ولی در کوک خالص متغیر است و از نت پایه ۸۸۲، ۹۲۵ و ۹۴۷ سنت محاسبه می‌شود.

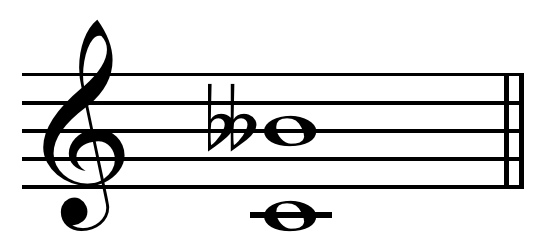
هفتم کاسته از نت «دو» تا «سی دوبل بمل».